# 波倫氏九棘鱸
波倫氏九棘鱸，為輻鰭魚綱鱸形目鱸亞目鮨科的其中一種，分布於印度太平洋區，從葛摩至萊恩群島海域，棲息深度10-120公尺，體長可達43公分，棲息在水質清澈的向海礁坡，為底棲性魚類，平時躲藏在岩縫、洞穴中，屬肉食性，可做為食用魚及遊釣魚。

## 擴展閱讀
維基物種上的相關：波倫氏九棘鱸